# Яганово
Яга́ново (рос. Яганово) — селище у складі Первомайського району Оренбурзької області, Росія.
Стара назва — Яганов.

## Населення
Населення — 14 осіб (2010; 30 у 2002).
Національний склад (станом на 2002 рік):
- росіяни — 80 %